# Joaquín Vilumbrales (stacja metra)
Joaquín Vilumbrales – stacja metra w Madrycie, na linii 10. Znajduje się w Alcorcón i zlokalizowana jest pomiędzy stacjami Cuatro Vientos i Puerta del Sur. Została otwarta 11 kwietnia 2003 roku.